# 澳門希爾頓酒店
澳門希爾頓酒店（英語：The Hilton Hotel Macau）位於路氹城塡海區金光大道地段，是路氹金光大道中一個與威尼斯人(澳門)股份有限公司合作的酒店發展項目。酒店大樓高36層，將設有216間大型豪華客房、24間貴賓套房及8間總統別墅式套房。大樓附設有一家由威尼斯人澳門負責管理、可容納約220張賭桌及500台角子機的豪華娛樂場。